# Beijing BJ752
Der Beijing BJ752 ist ein Personenkraftwagen der Marke Beijing.

## Beschreibung
Beijing Automobile Works stellte ab 1973 oder 1974 den Beijing BJ750 her. Auf seiner Basis entstanden 1987 oder 1988 drei Prototypen. Sie wiesen einen Motor vom Jeep Cherokee auf. Denn Beijing Automobile Works betrieb seit 1983 zusammen mit der American Motors Corporation das Gemeinschaftsunternehmen Beijing Jeep Corporation und hatte somit Zugriff auf den Motor. Eine Serienfertigung kam allerdings nicht zustande.
Der BJ750 war eine Limousine der Mittelklasse. Sein Radstand betrug 2790 mm, die Fahrzeuglänge 4802 mm, die Fahrzeugbreite 1785 mm und die Fahrzeughöhe 1430 mm. Da der BJ752 an Front und Heck leicht überarbeitet wurde, können seine Maße etwas abweichen.